# Skeidskneet
Der Skeidskneet ist ein 2600 m hoher Berg im ostantarktischen Königin-Maud-Land. Am südwestlichen Ende der Petermannketten im Wohlthatmassiv ragt er an der Ostseite des Kopfendes des Humboldtgrabens auf.
Teilnehmer der Deutschen Antarktischen Expedition 1938/39 unter der Leitung des Polarforschers Alfred Ritscher entdeckten und fotografierten ihn aus der Luft. Norwegische Kartographen, die ihn auch benannten, kartierten ihn anhand von Luftaufnahmen und Vermessungen der Dritten Norwegischen Antarktisexpedition (1956–1960).